# Août 1810

## Événements

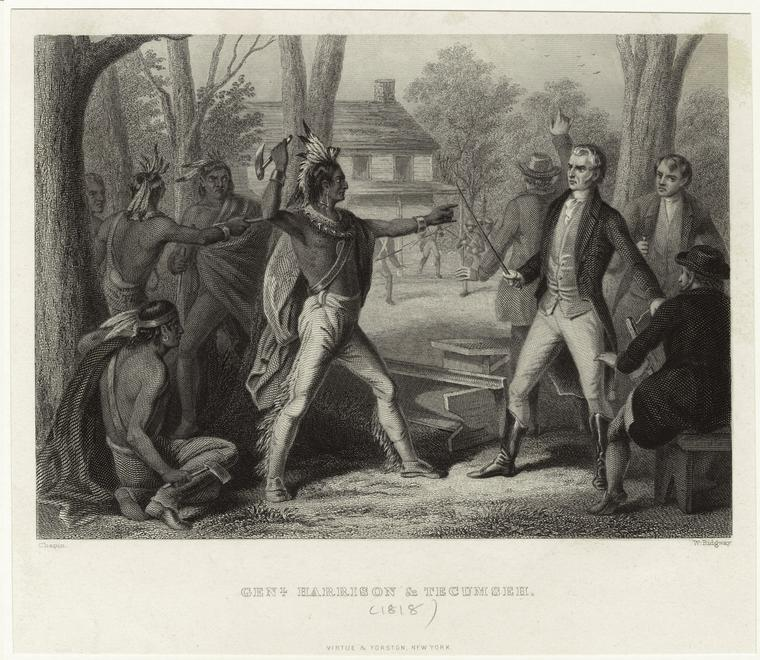
août : Tecumseh rencontre William Henry Harrison

- États-Unis : Tecumseh rencontre William Henry Harrison à Vincennes (Indiana) où il demande l'annulation du Second traité de Fort Wayne du 30 septembre 1809 sous peine de s'allier aux Britanniques, ce qu'il fera. (Voir:Bataille de Tippecanoe)

- 3 août, France : autorisation de la publication d’un seul journal par département et de 4 journaux à Paris (lois du 3 août 1810 et du 21 février 1811).
- 5 août : Napoléon hausse considérablement les droits de douane (décret du Trianon)[1].
- 6 août, États-Unis : le troisième recensement tient place. Le recensement estime la population des États-Unis à 7.239.881 habitants dont 1.191.362 esclaves[2].

|                                  | 1790      | 1800      | 1810      |
| -------------------------------- | --------- | --------- | --------- |
| Population totale des États-Unis | 3.929.326 | 5.308.483 | 7.239.881 |
| Esclaves aux États-Unis          | 697.681   | 893.602   | 1.191.362 |

- 10 août, États-Unis : Massacre des Chutes d'Ywahoo, (Comté de McCreary, Kentucky) : des colons américains massacrent des femmes et des enfants Cherokees.
- 15 août, France : inauguration de la colonne Vendôme à Paris.
- 19 août : fondation du lycée impérial de Tsarskoïe Selo en Russie[3].
- 20 - 27 août : victoire navale française sur les Britanniques à la bataille de Grand Port (aujourd'hui île Maurice)[4].
- 21 août : loi de succession en Suède. Charles Jean-Baptiste Bernadotte est choisi par le Riksdag pour succéder à Charles XIII de Suède[5].

## Naissances
- 11 août : Louis Tanquerel des Planches (mort en 1862), médecin et agronome français.
- 18 août : Pierre-Nicolas Brisset, peintre français († 29 mars 1890).

## Décès
- 31 août : Melchior Ludolf Herold (né en 1753), prêtre et compositeur de chants religieux allemand